# HP Labs
HP Labs là tổ chức có chức năng nghiên cứu của HP Inc. Trụ sở HP Labs ở Palo Alto, California. Nhóm có các cơ sở nghiên cứu và phát triển tại Bristol, Vương quốc Anh. Các nhà nghiên cứu của HP được ghi nhận có công trong sự phát triển của máy tính bỏ túi để bàn, in phun và đồ họa 3D.
HP Labs được thành lập vào ngày 3 tháng 3 năm 1966, bởi hai người sáng lập Bill Hewlett và David Packard, với mục đích tạo ra một tổ chức không bị ràng buộc bởi công việc kinh doanh hàng ngày. HP Labs được tạo ra với công lao của kỹ sư Bell Labs và người phát minh ra MOSFET (MOS transistor) - Mohamed Atalla, người sau đó rời khỏi HP Labs vào năm 1972.
Quy mô các phòng thí nghiệm đã bị thu hẹp đáng kể; vào tháng 8 năm 2007, các giám đốc điều hành của HP đã giảm mạnh số lượng dự án từ 150 xuống còn 30. Tính đến năm 2018, HP Labs chỉ có hơn 200 nhà nghiên cứu, so với trước đó là 500 nhà nghiên cứu.
Với việc Hewlett-Packard đổi tên thành HP Inc. và tách riêng Hewlett Packard Enterprise vào ngày 1 tháng 11 năm 2015, phòng nghiên cứu của Hewlett Packard Enterprise cũng tách riêng để trở thành Hewlett Packard Enterprise Lab cùng với HP Labs của HP Inc.

## Lĩnh vực nghiên cứu
Giám đốc đầu tiên của phòng thí nghiệm bán dẫn, Mohamed Atalla (người sau đó phát minh ra MOSFET tại Bell Labs) đưa ra một công trình nghiên cứu khoa học vật liệu vào cuối những năm 1960 nhằm cung cấp công nghệ cơ bản cho các thiết bị được làm từ arsenua gali, gallium arsenide phosphide và indium arsenide. Những thiết bị này đã trở thành công nghệ cốt lõi được sử dụng bởi bộ phận vi sóng của HP để phát triển máy dao động quét và máy phân tích mạng vector  sử dụng tần số từ 20 – 40 GHz, giúp HP chiếm hơn 90% thị trường viễn thông quân đội thập niên 1970.
Năm 1977, HP Labs đã tạo ra DMOS (MOSFET khuếch tán kép), một dạng của MOSFET công suất. Họ đã chứng minh được rằng nó vượt trội so với VMOS (MOSFET cổng chữ V) với điện trở thấp hơn và điện áp đánh thủng cao hơn. DMOS đã trở thành transistor công suất phổ biến ở hầu hết các thiết bị điện tử.
Ngày nay, HP Labs chuyên về các sản phẩm và giải pháp liên quan đến máy tính xách tay và máy tính bảng, máy tính để bàn, máy in, mực và hộp mực, phụ kiện màn hình và giải pháp cho kinh doanh.

### In 3D
HP Labs đã đầu tư đáng kể vào việc phát triển công nghệ HP MultiJet Fusion.

## Giám đốc
Dưới đây là danh sách giám đốc của Hewlett Packard Labs kể từ khi thành lập năm 1966 dưới tên HP Labs.
- Barney Oliver (1966–81)
- John Doyle (1981–84)
- Joel Birnbaum (1984–86 và 1991–99)
- Don Hammond (1986–87)
- Frank Carrubba (1987–91)
- Ed Karrer (1999)
- Dick Lampman (1999–2007)
- Prith Banerjee (2007–2012)
- Chandrakant Patel (tạm quyền; 7 tháng 4 – tháng 11 năm 2012)
- Martin Fink (2012–2016)
- Shane Wall (2016–hiện tại)

## Địa điểm phòng thí nghiệm

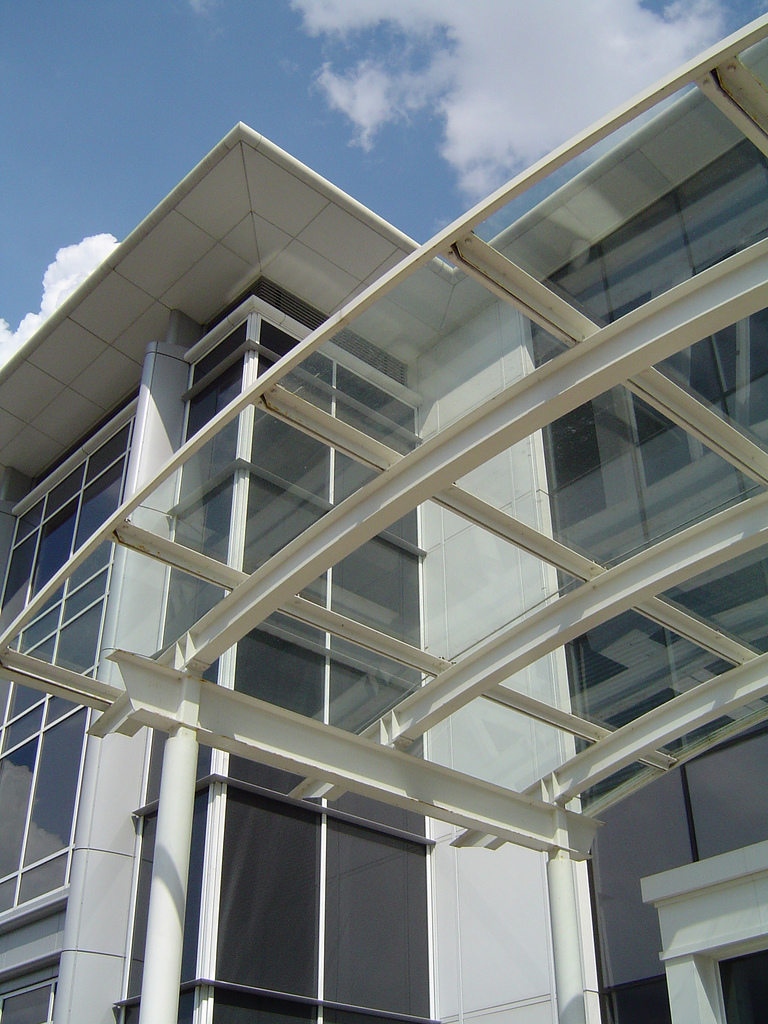
HP Labs Bristol

HP Labs có 2 phòng thí nghiệm lớn tại:
- Palo Alto, California, California, Hoa Kỳ
- Bristol, Anh, Vương quốc Anh